# Eugène Deloncle
Eugène Deloncle (Brest, 20 giugno 1890 – Parigi, 17 gennaio 1944) è stato un politico francese, cofondatore della Cagoule nel 1935.

## Biografia
Laureato al Politecnico nel 1910, diviene ingegnere del genio marittimo, e combatte nel corso della prima guerra mondiale come ufficiale d'artiglieria. Viene ferito sul fronte di Champagne e riceve la Legione d'onore.
All'indomani della Guerra aderisce al movimento della destra monarchica Action française, poi fonda nel 1935, con Jean Filliol, l'Organisation secrète d'action révolutionnaire nationale, conosciuto successivamente come  Comité secret d'action révolutionnaire (CSAR) e soprannominato Cagoule dalla stampa.
Tra i principali fatti d'arme della Cagoule vi sono l'attentato contro la  Confédération générale du patronat français (la Confindustria francese) nel settembre 1937 e l'assassinio di Carlo Rosselli e del fratello Nello nel giugno dello stesso anno.
Deloncle è di tendenza monarchica e nazionalista, con spiccate simpatie nei confronti dell'Italia fascista. È dimostrato che la Cagoule ottenne in questi anni l'appoggio del Servizio informazioni militare italiano. Gode inoltre di numerosi appoggi negli alti gradi delle Forze Armate. Questo è certamente il caso del generale Henri Giraud. Nel luglio 1938, 120 aderenti allo CSAR sono arrestati dalla polizia.
All'indomani dell'armistizio del giugno 1940, Deloncle rientra in attività mettendosi a disposizione dell'ammiraglio François Darlan con un gruppo di ex cagoulard. Alla fine dell'anno fonda un nuovo partito, il Mouvement social révolutionnaire (MSR), che sostiene il maresciallo Philippe Pétain, in seguito entra nel Rassemblement national populaire, di Marcel Déat.
Deloncle non è però un politico, ma piuttosto un uomo di congiure: collabora infatti con l'ammiraglio Wilhelm Canaris, capo dell'Abwehr. Attraverso alcuni cagoulard che da tempo hanno aderito alla France libre di De Gaulle, intrattiene anche rapporti con Londra.
Ma è proprio per questi doppi giochi, per conto proprio e/o di Canaris, che il 17 gennaio 1944 Deloncle e suo figlio sono assassinati dalla Gestapo a Parigi.
Deloncle era lontanamente  imparentato con François Mitterrand, attraverso la moglie del fratello Robert Mitterrand, una nipote acquisita di Deloncle. Nessuno dei due Mitterrand appartenne alla Cagoule, pur frequentando alcuni suoi membri, di cui ignoravano però l'appartenenza all'organizzazione criminale.